# 오노정 (나가사키현)
오노정(大野町)은 나가사키현 기타마쓰우라군에 있던 정이다. 현재의 사세보시에 해당한다.

## 역사
- 1889년 4월 1일 - 정촌제 시행에 의해 기타마쓰우라군 오노촌이 성립하였다.
- 1940년 4월 1일 - 정으로 승격해 오노정이 되었다.
- 1942년 5월 27일 - 히가시소노기군 하이키정, 기타마쓰우라군 가이제촌, 나카자토촌과 함께 사세보시에 편입해 오노정은 소멸하였다.

## 교통

### 철도
- 일본국유철도
  - 마쓰우라선

## 참고문헌
- 角川日本地名大辞典 42 長崎県